# Žalmy (album, Oboroh)
Žalmy (1991) je první album Oborohu. Obsahuje 10 písní, jejichž text je převzat z Knihy žalmů podle ekumenického překladu Bible a které zhudebnil kapelník Oborohu Stanislav Klecandr.

## Seznam písní
1. Zanevřels na nás, Bože... (Žalm 60, verše 3–7) – 2:54
2. Řekl jsem si... (Žalm 39) – 5:42
3. Bloud si v srdci říká... (Žalm 14) – 3:54
4. Když Hospodin úděl... (Žalm 126) – 4:22
5. Hospodine, pomoz (Žalm 12) – 3:37
6. Chválu vzdejte Hospodinu (Žalm 107, I. část) – 7:50
7. Řeky mění v poušť (Žalm 107, II. část) – 4:47
8. Nemám, Hospodine, domýšlivé srdce (Žalm 131) – 3:03
9. Hospodine, pane náš... (Žalm 8) – 3:40
10. Jaké dobro, jaké blaho... (Žalm 133) – 0:38

## Obsazení

### Oboroh
- Stanislav Klecandr – zpěv (1–10), kytary (1–10)
- Václav Klecandr – klarinet (2, 3, 5, 6), zobcové flétny (1, 3, 4, 6–8, 10), saxofony (1, 3, 4, 7), sbor (9)
- Jan Šebesta – hoboj (1–7), anglický roh (2), zpěv (1, 2), sbor (3, 5, 9)
- Roman Dostál – bicí (1–7, 9, 10), klávesy (8), zpěv (1, 3, 4), sbor (5, 9)
- František Šimeček – basová kytara (1–7, 9), sbor (9)

### Hosté
- Blanka Táborská – zpěv (6), sbor (3)
- Karel Markytán – sbor (3)
- dětský sbor Jana Karkoše a přátelé – sbor (9)